# Hypogastrura morbillata
Hypogastrura morbillata är en urinsektsart som först beskrevs av John Tenison Salmon 1941.  Hypogastrura morbillata ingår i släktet Hypogastrura och familjen Hypogastruridae. Inga underarter finns listade i Catalogue of Life.